# Tiara Sajtafernesa

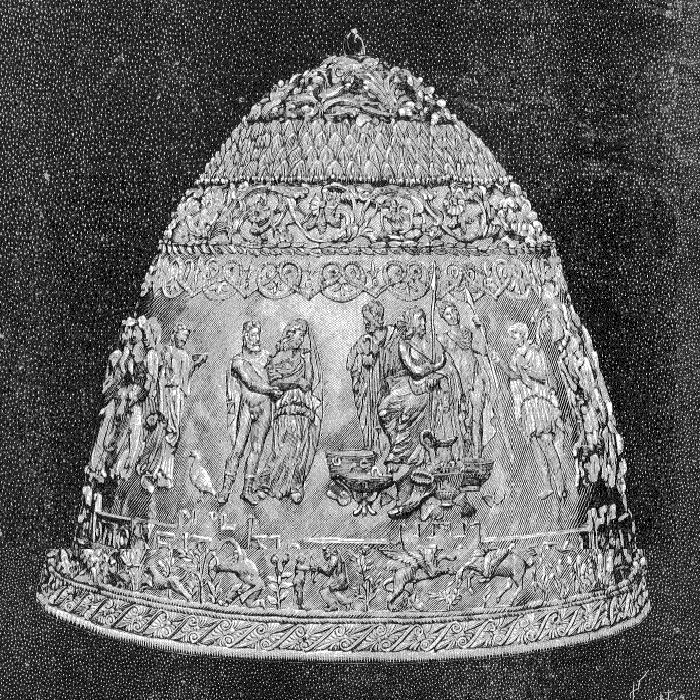
Tiara Sajtafernesa

Tiara Sajtafernesa – złote nakrycie głowy należące rzekomo do władcy scytyjskiego Sajtafernesa (III wiek p.n.e.), zakupione w roku 1896 do zbiorów muzeum Luwru, w rzeczywistości falsyfikat sporządzony w Odessie przez złotnika Izraela Ruchomowskiego (ur. 1864 w Mozyrzu, zm. 1934 w Paryżu).
1 kwietnia 1896 dyrekcja muzeum Louvre ogłosiła, że do zbiorów nabyła tiarę, należącą do władcy scytyjskiego Sajtafernesa, za sumę 200 tysięcy złotych franków. Grecki napis na tiarze głosił: „Rada i obywatele Olbii w hołdzie wielkiemu i niezwyciężonemu królowi Sajtafernesowi”. Na zakup tiary Luwr uzyskał zgodę parlamentu Francji.
W rzeczywistości tiarę wykonał w roku 1895 złotnik odeski Izrael Ruchomowski na zamówienie dwóch antykwariuszy braci Hochman i otrzymał za nią tylko 1800 rubli. Bracia Hochman zajmowali się pierwotnie handlem artykułami kolonialnymi, ale postanowili zrobić interes na wykopaliskach scytyjskich. Nielegalne wykopaliska w Oczakowie nie dawały jednak spodziewanego dochodu i wtedy bracia postanowili zająć się produkcją falsyfikatów. Wykorzystali w tym celu łatwowierność odeskiego złotnika Ruchomowskiego.
Dyrekcja Luwru przez kilka lat utrzymywała, że tiara jest autentykiem, mimo że znawca starożytności, archeolog monachijski Adolf Furtwängler zauważył, że niektóre fragmenty dekoracji tiary są kopiami różnych, znanych z publikacji dzieł sztuki scytyjskiej. W końcu wiadomość o sporach dotarła do Odessy. Ruchomowski przybył do Paryża, przywożąc swoje rysunki i oświadczył przed specjalną komisją parlamentarną, że gotów jest z pamięci odtworzyć dowolny fragment tiary. Uniknął kary za fałszerstwo, gdyż nie był sprzedawcą, a tylko rzemieślnikiem, działającym na zlecenie oszustów. Za swoje mistrzostwo został nawet nagrodzony złotym medalem Paryskiego Salonu Sztuk Zdobniczych. Sprowadził rodzinę z Odessy i zamieszkał w Paryżu na stałe.
Tiara Sajtafernesa weszła do historii sztuki jako przykład doskonałego falsyfikatu.